# Berliet 22HP
Der Berliet 22 HP (auch Berliet 22 CV) ist als Bezeichnung für einige Fahrzeugbaureihen bekannt. Hersteller war Berliet in Frankreich.

## Beschreibung
Mit der Bezeichnung Berliet 22 HP wurden im Verlauf der Modellgeschichte von Berliet mehrere Fahrzeuge angeboten. Statt der offenbar für den Käufer wenig aussagekräftigen internen Werksbezeichnung (bestehend aus einem oder mehreren Buchstaben) benutzte Berliet für seine PKW-Modelle gegenüber den Kunden in der Werbung und im Verkauf zur näheren Bezeichnung eines Typs üblicherweise die Angabe der Leistung. Hierbei wurden die englische Bezeichnung „HP“ (horse power) und die französische „CV“ (cheval vapeur) synonym verwendet; bei Berliet sprach man bis Mitte der 1920er Jahre allerdings fast ausschließlich von HP. Bis etwa 1908 war bei Berliet die tatsächliche Motorleistung (brake-horse-power, BHP oder CV reelles) namensgebend, danach die steuerlich relevante Leistung (tax HP bzw. CV fiscaux).
Die Verkaufsbezeichnung 22 HP kann – je nach Baujahr – folgenden Typen zugeordnet werden:
1905 – 1907: Berliet H und H modifié
1907 – 1908: Berliet HH
1908 – 1910: Berliet C2
1908 – 1910: Berliet KL2
1908 – 1911: Berliet L (Lastkraftwagen)
1909 – 1913: Berliet M (Lastkraftwagen)
1910 – 1910: Berliet N (Lastkraftwagen)
1911 – 1913: Berliet AI
1914 – 1915: Berliet AL
1922 – 1923: Berliet VE